# Jolyon Palmer
Jolyon Palmer (nascut el 20 de gener de 1991 a Horsham) és un pilot d'automobilisme britànic, campió de la GP2 Sèries del 2014. L'any 2016 donarà el salt a la F1, sent pilot oficial de Renault al costat de Kevin Magnussen.

## Carrera
Després d'haver disputat l'any 2004 curses en karts MiniMax, Palmer es va passar als cotxes l'any 2005 i, específicament, al trofeu del campionat ''Trofeu Tardor '' - una sèrie de carreres per als conductors d'edats compreses entre els catorze i disset anys. Palmer va acabar cinquè en el campionat, amb un total de 92 punts, 46 darrere del pilot guanyador Adrian Quaife-Hobbs. Va passar a disputar el campionat principal l'any 2006, guanyant una pole position i quatre podis, i de nou va acabar cinquè en el campionat amb 101 punts, 69 darrere del campió Luciano Bacheta. Palmer també va participar en un segon ''Trofeu Tardor'', i va dominar el campionat en guanyar quatre de les sis carreres. Va prendre part en dues carreres de la temporada 2007, guanyant dues, però va decidir concentrar-se en la ''Fórmula Palmer Audi''.

### Fórmula Palmer Audi
L'any 2007, Palmer es va traslladar a la sèrie que el seu pare, Jonathan Palmer, havia creat nou anys abans. Va acabar 12º en el seu debut en Silverstone, i els seus resultats a poc a poc van millorar i acabaria amb dos triomfs (un a Brands Hatch i un en Oulton Park) i dues pole positions a Brands, finalitzant dècim en el campionat amb una puntuació total de 187 (el campió Tim Bridgman en va fer un total de 360). Es va perdre les dues últimes rondes del campionat, a causa d'una lesió abdominal soferta en un accident de quad a casa seva, a West Sussex.
Es va recuperar a temps per a l'inici de la temporada 2008, en la qual ell fou un aspirant pel campionat fins a les últimes carreres de la temporada. La consistència és la clau per Palmer, amb només una victòria (que ve de la carrera a Spa) i 11 podis al llarg de tres pole positions (totes a Brands Hatch) i va acabar tercer a només 22 punts del campió Jason Moore. Al ''Trofeu Tardor'' i el ''Shootout FPA'' també va aconseguir tercers llocs, amb tres podis en sis carreres.

### Fórmula 2
L'any 2009 Palmer va passar a la Fórmula 2, conduint el cotxe número tres. Els seus tres punts van venir d'un sisè lloc al circuit d'Imola, i va acabar 21 º en el campionat. Va tornar a la sèrie el 2010, guanyant la primera carrera de la temporada al circuit de Silverstone, tenint la primera victòria d'un pilot britànic des que el seu pare ho va fer en Mugello el 1983. Palmer va aconseguir un cinquè lloc en la següent cursa a Marrakech, però es va recuperar per tenir dues victòries i el liderat del campionat a la tercera cursa al circuit de Monza. Finalment va finalitzar segon darrere del seu compatriota britànic Dean Stoneman.

### GP2 Sèries
A la Temporada 2011 de GP2 Sèries, corre amb l'escuderia Arden International, no aconsegueix puntuar en cap carrera aconseguint dos novens llocs com a millors resultats. A l'any següent, amb l'equip iSport, aconsegueix la seva primera victòria en la segona carrera de Mònaco, i dos podis més per acabar 11º en el campionat.
Palmer s'uneix a l'equip Carlin l'any 2013; acumula dos triomfs, un segon lloc, i 10 resultats puntuables, de manera que va culminar setè en la taula de pilots. El britànic es va canviar a l'equip DAMS per a la temporada 2014; va dominar l'any amb 4 victòries: Baréin 2, Mònaco 1, Monza 2, i Rússia 1, vuit podis addicionals, i solament no va sumar punts en dues carreres de les 22 disputades, consagrant-se campió de la GP2 Sèries.

### Formula 1
El 20 de gener de 2015 es va anunciar que Palmer va ser contractat com a pilot de proves i reserva de l'equip Lotus per a la temporada 2015 de Fórmula 1.
El 23 d'octubre de 2015 va ser anunciat com a pilot oficial de Renault per a la temporada 2016 de Fórmula 1 al costat de Kevin Magnussen.

### Resultats complets en Fórmula 1
(Carreres en negreta indiquen pole position) (Carreres en cursiva indiquen volta ràpida)
| 2015 | Lotus-Mercedes | AUS | MYS | XIN TD | BAH TD | ESP TD | MON | CAN | AUT TD | GB TD | HON TD | BEL TD | ITA TD | SIN | JAP TD | RUS TD | USA | MEX TD | BRA TD | ABU TD | -º  | -   |
| 2016 | Renault        | AUS | BAH | CHN    | RUS    | Esp    | MON | CA  | EUR    | AUT   | GBR    | HUN    | ALE    | BEL | ITA    | SENSE  | MAL | JPN    | USA    | MEX    | BRA | ABU |